# Gare de Leicester
 (novembre 2021).
Si vous disposez d'ouvrages ou d'articles de référence ou si vous connaissez des sites web de qualité traitant du thème abordé ici, merci de compléter l'article en donnant les références utiles à sa vérifiabilité et en les liant à la section « Notes et références ».
La gare de Leicester est une gare ferroviaire desservant la ville de Leicester au Royaume-Uni.

## Histoire
Leicester a été l'une des premières villes à être desservie par une gare ferroviaire, lorsque le Leicester and Swannington Railway construit le terminus de la gare à l'Ouest du Pont sur le côté ouest de Leicester , en 1832. La ligne du Leicester and Swannington Railway a été plus tard absorbée par la Midland Railway.
Au total Leicester avait sept gares ferroviaires (huit si les deux sites à l'Ouest de Pont étaient traités séparément). En plus de l'actuelle gare de Leicester trois autres principales gares ferroviaires existé. L'original de la gare à l'Ouest de Pont fermé pour les passagers en 1928. Leicester Belgrave Road (sur le Grand chemin de Fer du Nord) fermée aux voyageurs en 1962 et Leicester Central (sur la Grande gare Centrale) ferme à son tour en mai 1969. Jusqu'à cette époque, l'actuel Leicester station a été connu comme Leicester, London Road.
Il a été utilisé la première fois le 4 mai 1840, lorsqu'un train de quatre et six de seconde classe, des chariots, tirés par les Léopards de la locomotive à vapeur, arrivé en provenance de Nottingham. Comme d'habitude, dans ces jours, avec une station de travers, le plan initial était de construire sur le côté de la ligne principale, mais au lieu de cela, il a finalement été construit sur la ligne principale avec une plate-forme unique de 165 mètres de long pour gérer à la fois vers le nord et vers le sud de trains. La station a été conçu par William Parsons dans le Grec de style Renaissance, avec un bâtiment principal de deux étages qui a été embelli avec une centrale fronton a mis de l'avant sur des colonnes cannelées en face. C'était flanquée par de courts de plain-pied ailes. Elle a été le siège de la Midland Counties Railway jusqu'à ce que le chemin de fer a été fusionnée à la Midland Railway en 1844. À l'étage ont été les bureaux de l'entreprise et la salle de réunion, tout en bas, était la réservation de salle, d'attente et de rafraîchissement des chambres.
L'ouverture de nouvelles routes à Leicester a conduit à l'augmentation constante du trafic, et en 1858, un deuxième plate-forme avait été construit pour faire face à la circulation en direction sud, afin de quitter la plate-forme d'origine pour gérer le trafic en direction du nord. En 1868, il a été décidé de transformer le sud de la plateforme dans une île plate-forme pour renforcer la capacité, mais ce n'était pas possible avec le nord en direction de la plateforme en raison de la présence des principaux bâtiments et l'entrée de la gare.
La poursuite de l'extension est envisagée depuis un certain temps, mais il n'était pas jusqu'en 1890 que le feu vert a été donné pour Campbell Street station pour être remplacé par l'actuel Leicester, gare ferroviaire. Tout ce qui reste de la première station est une paire de montants de porte dans un Égyptien de style à la fin de la Station de la Rue. Les bureaux de Royal Mail maintenant occuper une partie de l'emplacement de l'ancienne station de bâtiments sur la Rue Campbell.
La Midland Railway entièrement reconstruit la station entre 1892 et 1894 à une conception par l'architecte Charles Trubshaw. Le nouveau bureau de réservation a été ouvert par le maire, en juin 1892, lorsqu'il a été rebaptisé Leicester, London Road. La centrale a été achevée en 1894. La façade sur London Road en vedette quatre entrée des arcades. Au-dessus de la gauche de la paire, le mot "Départ" a été inscrit; et au-dessus de chacun des deux autres, le mot "Arrivée", a été sculptée en relief. Ces signes ont été pour aider les chauffeurs de taxi lors de la suppression des passagers qui avaient l'intention de rattraper le départ des trains, ou ont été, exerçant à la location par les passagers qui sont arrivés par le train.
La nouvelle façade de la gare sur London Road reste bien conservé, mais à l'intérieur de la réservation de salle et de structures sur les plates-formes ont été reconstruits par Sir Robert McAlpine en 1978.
L'horloge de la gare est le seul à remontage manuel horloge de la gare du Royaume-Uni.
Une statue commémorative de Thomas Cook a été placé sur le trottoir à l'extérieur de la station actuelle, en 1991, à l'occasion du premier excursions organisées par l'agence de voyage magnat. Il a été sculpté par James Butler.